# Synagoga Włoska w Wenecji
Synagoga Włoska w Wenecji (wł. Scuola Italiana) – jedna z czterech synagog znajdujących się w weneckim getcie. 
Synagoga została zbudowana w 1575 roku dla odłamu Żydów zwanego Bené Roma (Dzieci Rzymu), którzy byli najbiedniejszymi mieszkańcami weneckiego getta. Z tych powodów jest najmniejszą i najskromniejszą synagogą w mieście. W 1970 roku została wyremontowana. Wewnątrz znajduje się tylko 25 miejsc siedzących. Wyposażenie stanowią rzeźbione w drewnie, teba i Aron ha-kodesz.